# Qasem Jo

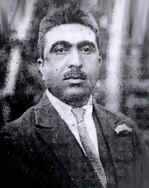
Ustad Qasim in jüngeren Jahren

Qasem Jo (* 1878 in Kabul; † 1957) war ein afghanischer Musiker, Komponist und Sänger. Er war auch als Ustad Qasim (استاد قاسم) bekannt und wird von Musikwissenschaftlern allgemein als einer der bekanntesten afghanischen Musiker des 20. Jahrhunderts angesehen.

## Leben
Qasim stammte aus Kaschmir und wurde Ende der 1870er Jahre im Bezirk Gozar Barana der afghanischen Hauptstadt Kabul als Qasem Jo geboren. Er stammte aus einer musikalischen Linie, da sein Vater, Sitar Jo, sowohl Musiker als auch Nawab (Statthalter) war. Qasims Vater wanderte auf Einladung eines Freundes aus seiner Heimat Kaschmir nach Afghanistan aus, um seine musikalischen Dienste für die Monarchie des Landes zu leisten. Hier wurde Qasim geboren.
Qasim besuchte eine Madrassa, die sich ausschließlich auf Religionswissenschaft spezialisierte und so lernte er durch seinen Musikervater sowohl Musiktheorie als auch Urdu. Er lernte Musikinstrumente wie Sitar und Tabla zu spielen, aber auch viele Sprachen, darunter Dari-Persisch von seiner Mutter, Pashto von seinem Lehrer, Urdu von seinem Vater und die Arabische Sprache von der Religionsschule, die er besuchte. Ebenso trug die Nähe von Barana, ein berühmtes Musikviertel von Charabat zu seiner musikalischen Entwicklung bei.

## Karriere
Aus der Symbiose der klassischen indischen Musik und der afghanischen Folklore entwickelte Qasim Jo einen eigenen Musikstil, den der afghanische Hof förderte. So sang er und komponierte überwiegend Lieder in Dari, die auch die Sprache des Hofs im iranischen Hochland und in Nordindien war, aber auch Lieder in Urdo und Hindi sowie in Paschtu.
Emir Abdur Rahman Khan, der von Afghanen als „Bismarck von Afghanistan“ genannt wurde, machte Qasim zum Sänger des Hofes. Diese Förderung soll aus einer Rubab und 200 Afghanis, die damals Rupien hieß, bestanden haben. Qasim trat daher 1917 in einer britischen Botschaft auf. Musik, die Qasim 1919 komponierte, wurde in einem Mudschaheddin-Kampflied verwendet, das wiederum von 1992 bis 2006 in der Nationalhymne Afghanistans verwendet wurde.
Den Höhepunkt seiner Karriere erreichte Qasem Jo während der Zeit von Emir Habibullah Khan. Der Reformkönig setzte die Förderung der Musik von Qasim Jo auch nach der Ermordung seines Vaters fort. So eröffnete Oasim eine Musikschule und bekam auf Grund seines Könnens von Habibullah Khan den Titel „Ustad“ (Meister) verliehen. Seine Popularität stieg, da ab dieser Zeit Kabul auch Rundfunk erhielt. Amanullah Khan soll von Oasims Stimme und Liedern derart begeistert gewesen sein, dass er selbst auf seinen Staatsbesuchen in Asien und Europa einige seiner damals Grammophon tauglichen Schallplatten spielen ließ.

## Verdienste
Oasim benutzte häufig den Künstlernamen Kassim Afghan (قاسم افغان) und andere Pseudonyme mit dem Wort Afghan, um dem Land, in dem er geboren wurde, Tribut zu zollen. Durch seine Bekanntheit und seinen Einfluss wurde Qasim schließlich als „Vater der afghanischen Musik“ und „Gründer der afghanischen klassischen Musik“ bekannt. Er war auch Leiter von Charabat und sowohl Qasem Jo als auch seine Schüler leisteten einen großen Beitrag zur Musik und zum Bau von Musikinstrumenten in Afghanistan, insbesondere für die Rehabilitation von Musikern und Künstlern, die aufgrund der musikfeindlichen Herrscher hin und wieder in Afghanistan noch diskriminiert wurden, z. B. nicht nur in den Zeiten von Taliban.
Qasim beeinflusste viele afghanische Musiker, darunter Rahim Bakhsh und Mohammad Omar. Auch seine direkten Nachkommen setzten sein musikalisches Erbe fort und wurden Musiker wie er.
Die berühmten Schüler der ersten und zweiten Generation von Qasem Jo sind:
- Ustad Natu (Sänger)
- Ustad Saber
- Ustad Rahim Baksh (Sänger)
- Ustad Nabigul
- Ustad Mohammad Omar (Rubabspieler)
- Ustad Nazar (Dilrubaspieler)

und wie Ustad Yaqob Qasimi, Esa Qasimi, Yusuf Qasimi, Asef Qasimi, Musa Qasimi, Ustad Breshna, Zahir Howaida und Nashenas.

## Auszeichnungen in Afghanistan
- Auszeichnung einer Elfenbein Rubab
- Der Titel Ustad
- Medaille für Musik auf dem Unabhängigkeitskonzert
- Titel "Star of The East"
- Man of the Year 1929
- 20 Hektar Land vergeben von Mohammed Nadir Schah
- Gold-Medaille und ein neuer Chevrolet
- Eine Büste von Ustad Qasim vor der Radiostation in Kabul
- Ein Grabstein aus der Residenz von Kabul nach seinem Tod